# Richard A. Proctor
Richard Anthony Proctor (23 de marzo de 1837 - 12 de septiembre de 1888) fue un astrónomo inglés. Es recordado por haber producido uno de los primeros mapas de Marte en 1867 a partir de 27 dibujos del observador inglés William Rutter Dawes. Su mapa fue reemplazado más tarde por los de Giovanni Schiaparelli y Eugène Antoniadi y su nomenclatura se eliminó (por ejemplo, su "mar del Káiser" se convirtió en Syrtis Major Planum).
Usó dibujos antiguos de Marte que datan de 1666 para tratar de determinar el día sideral de Marte. Su estimación final, en 1873, era de 24 h 37 min 22,713 s, muy cerca del valor moderno de 24 h 37 min 22,663 s.
El cráter Proctor en Marte lleva su nombre.

## Biografía

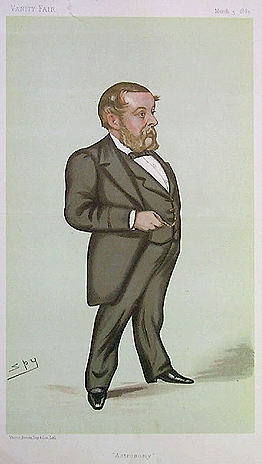
"Astronomía"
Richard Proctor caricaturizado por Spy en Vanity Fair, 3 de marzo de 1883

El padre de Richard Proctor murió en 1850 y su madre se ocupó de su educación. Fue enviado al King's College de Londres y posteriormente obtuvo una beca en St John's College, Cambridge. Se graduó en 1860 como 23er wrangler.
Sin embargo, Proctor se dedicó a la astronomía y la autoría, y en 1865 publicó un artículo sobre los Colores de las estrellas dobles en la Cornhill Magazine. Su primer libro Saturno y su sistema se publicó en el mismo año, a sus expensas. Este trabajo contiene un relato elaborado de los fenómenos presentados por el planeta; pero aunque fue recibido favorablemente por los astrónomos, no tuvo una gran venta. Tenía la intención de continuar con tratados similares sobre Marte, Júpiter, Sol, Luna, cometas y meteoros, estrellas y nebulosas, y de hecho había comenzado una monografía sobre Marte, cuando la quiebra de un banco de Nueva Zelanda lo privó de una independencia lo que le habría permitido llevar a cabo su plan sin ansiedad por su éxito o fracaso comercial.
Siendo así obligado a depender de sus escritos para el sustento de su familia, y habiendo aprendido por el destino de su Saturno y su Sistema que el público en general no se siente atraído por obras que requieren un arduo estudio, cultivó un estilo más popular. Escribió para varias publicaciones periódicas y logró un alto grado de popularidad, pues sus numerosas obras tuvieron una gran influencia en la familiarización del público con los principales hechos de la astronomía.
Los primeros esfuerzos de Proctor no siempre tuvieron éxito. Su Handbook of the Stars (1866) fue rechazado por Longmans y Macmillan, pero al ser impreso de forma privada, se vendió bastante bien. Por sus Half-Hours with the Telescope (1868), que finalmente alcanzó una vigésima edición, recibió originalmente £ 25 de los Sres. Hardwick. Aunque la enseñanza no le agradaba, tomó alumnos en matemáticas y ocupó durante un tiempo el puesto de entrenador de matemáticas en Woolwich y Sandhurst.
Mientras tanto, la posición literaria de Proctor mejoró y se convirtió en colaborador habitual de The Intellectual Observer, Chamber's Journal y Popular Science Review. En 1870 apareció su Other Worlds Than Ours, en el que discutió la cuestión de la pluralidad de mundos a la luz de nuevos hechos. Esto fue seguido por una larga serie de tratados populares en rápida sucesión, entre los más importantes se encuentran La ciencia de la luz para las horas de ocio y El sol (1871); Los orbes que nos rodean y Ensayos sobre astronomía (1872); La expansión del cielo, la luna y la frontera de la ciencia (1873); El universo y los próximos tránsitos y tránsitos de Venus (1874); Nuestro lugar entre los infinitos (1875); Mitos y maravillas de la astronomía (1877) ; El universo de las estrellas (1878); Flores del cielo (1879); La poesía de la astronomía (1880); Easy Star Lessons y Family Science Studies (1882); Misterios del tiempo y el espacio (1883) - Copia digital ; "La Gran Pirámide" (1883) - Copia digital ; El universo de los soles (1884); Las estaciones (1885); Otros soles distintos al nuestro y las medias horas con las estrellas (1887).
En 1881, Proctor fundó Knowledge, una popular revista semanal de ciencia (convertida en mensual en 1885), que tuvo una circulación considerable. En él escribió sobre una gran variedad de temas, incluidos el ajedrez y el whist.
Proctor fue también el autor de los artículos sobre astronomía en la New American Cyclopaedia y la novena edición de la Encyclopædia Britannica, y fue muy conocido como un conferenciante popular sobre astronomía en Inglaterra, Estados Unidos y Australia.

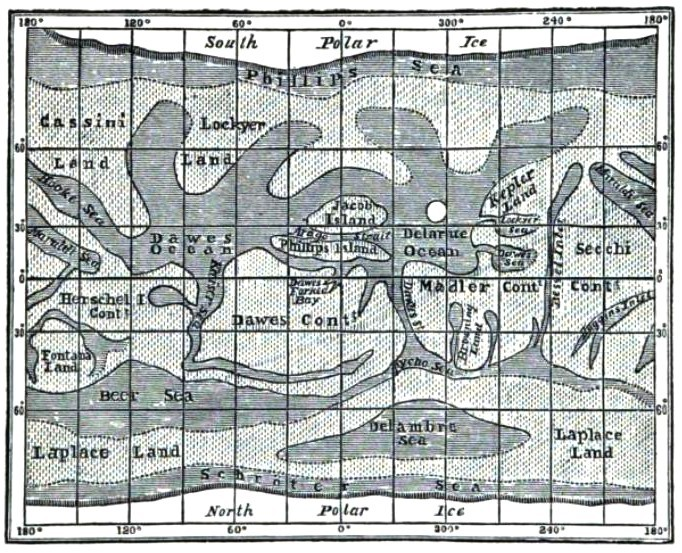
Mapa de Marte de Proctor

Proctor fue elegido miembro de la Real Sociedad Astronómica en 1866. Se convirtió en secretario honorario en 1872 y contribuyó con ochenta y tres artículos separados a sus Noticias Mensuales. De estos, los más notables se ocuparon de la distribución de estrellas, cúmulos de estrellas y nebulosas, y la construcción del universo sideral. Era un experto en todo lo relacionado con el dibujo de mapas y publicó dos atlas estelares. Diseñó un gráfico en una proyección isográfica, que muestra todas las estrellas contenidas en el Bonner Durchmusterung, para mostrar las leyes según las cuales las estrellas hasta la magnitud 9-10 se distribuyen por los cielos del norte. También merecen mención sus Consideraciones Teóricas respecto a la corona solar (Noticias Mensuales, xxxi. 184, 254), así como sus discusiones sobre la rotación de Marte, de las cuales se deduce su período con un probable error de 0.005. También criticó enérgicamente los arreglos oficiales para observar los tránsitos de Venus de 1874 y 1882.
La obra más grande y ambiciosa de Proctor, Old and New Astronomy, que quedó inconclusa a su muerte, fue completada por Arthur Cowper Ranyard y publicada en 1892 con una segunda edición en 1895. Se estableció en Estados Unidos algún tiempo después de su segundo matrimonio en 1881 y murió de fiebre amarilla en la ciudad de Nueva York el 12 de septiembre de 1888. Posteriormente se erigió un monumento en su memoria. Mary Proctor, su hija de su primer matrimonio, se convirtió en astrónoma y en una exitosa conferenciante y escritora.